# Kommau (Kistenjowka)
Kommau, 1947–1997: Kistenjowka (russisch Кистенёвка), ist ein verlassener Ort auf dem Gebiet des Rajon Gurjewsk in der russischen Oblast Kaliningrad.
Die Ortsstelle befindet sich zwischen den beiden Orten Matrossowo (Uggehnen) und Krasnopolje (Regitten und Sperlings) und ist über die Kommunalstraße 27K-120 zu erreichen.

## Geschichte
Das ostpreußische Gut Kommau (auch Commau) wurde im Jahr 1400 gegründet. Im Jahr 1874 wurde der Ort als Gutsbezirk in den neu errichteten Amtsbezirk Powarben (russisch heute Stepnoje) im Landkreis Königsberg (Preußen) eingegliedert. Im Jahre 1910 zählte Kommau 71 Einwohner. Im Jahr 1928 wurde der Gutsbezirk Kommau zusammen mit den beiden Gutsbezirken Regitten und Sperlings in die Landgemeinde Sperlings umgewandelt.
Im Jahr 1945 kam Kommau mit dem nördlichen Ostpreußen zur Sowjetunion. Im Jahr 1947 erhielt der Ort die russische Bezeichnung Kistenjowka und wurde gleichzeitig dem Dorfsowjet Kosmodemjanski selski Sowet im Rajon Gurjewsk zugeordnet. Später gelangte der Ort in den Chrabrowski selski Sowet. Im Jahr 1997 wurde Kistenjowka aus dem Ortsregister gestrichen.

## Kirche
Kommau gehörte zum evangelischen Kirchspiel Schaaken.